# Топій Володимир Петрович
Володимир Петрович Топій (нар. 26 квітня 1955, Судова Вишня, Мостиський район, Львівська область, УРСР — пом. 18 лютого 2014, Київ, Україна) — учасник, захисник Євромайдану. Герой України.

## Життєпис

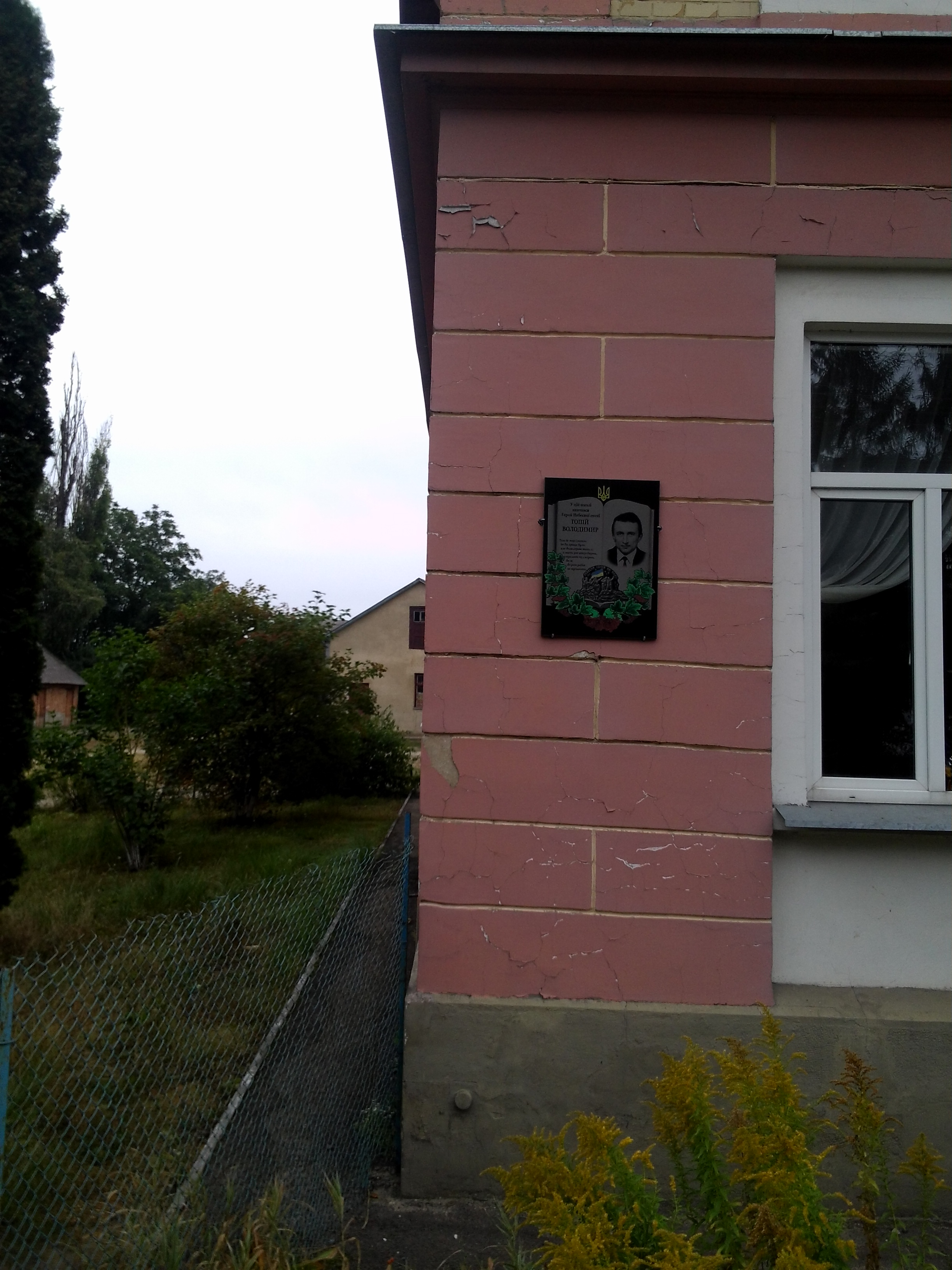
Меморіальна дошка на школі у Судовій Вишні, де навчався Володимир Топій

Проживав у селі Вишня Городоцького району, що примикає до Рудок Самбірського району.
Любив техніку, був водієм, працював на львівському «Електроні», пізніше в аграрному технікумі. Був комбайнером, їздив також на Кубань. Виховував онучку і онука, якого вчив любити техніку.

## На Майдані
З 24 грудня 2013 року був у 12-й сотні.
Перебував на Майдані зі ще одним загиблим героєм — рудківчанином Володимиром Жеребним. Володя Жеребний народився і тривалий час жив у тій же багатоповерхівці, що Володимир Топій. Разом їздили на Майдан у Києві, і на барикадах стояли поруч.
Володимиру Топію було майже шістдесят. Володимир Петрович був у Києві з 24 грудня, потім приїхав 22 січня і 23-го уже поїхав назад. Хвилювався, що хоч на Майдані багато людей, але однаково замало, тому говорив усім, кого зустрічав у селі, чому вони не у Києві. Перед останньою поїздкою сказав сусідові Іванові, що коли з ним щось станеться, то слід поховати у Судовій Вишні Мостиського району, біля могили матері.
Тієї ночі, коли горів Будинок профспілок, згадує дружина Леся, Володимир був там. Останні хвилини його життя дружина чула, бо Володимир Петрович увімкнув телефон. Сказав, що він на другому поверсі профспілок, що вдалося погасити там вогонь, аби не згоріли поранені. А потім у слухавці почувся якийсь стукіт, біганина і чужі слова, мабуть, адресовані Володимиру: «Дєд, пошли…». Тоді дзвінок обірвався.
Син Руслан шукав батька у лікарнях і моргах. Йому показували обгорілі тіла, які неможливо було упізнати. Нарешті йому показали обгорілий труп. Єдине, що вціліло на плечах — кілька шматків одягу.
Проводили експертизу ДНК, причому двічі, бо перший раз були сумніви. Коли в Будинку профспілок почало горіти, дружина Леся просила чоловіка бігти до Михайлівського собору, але чоловік її не послухав.

## Вшанування пам'яті
4 березня 2014 року, близько 21:00 в Городок в'їхала автоколона, яка везла тіло Володимира Петровича, героя України, який загинув у Києві під час пожежі у Будинку Профспілок.

### Нагороди
- Звання Герой України з удостоєнням ордена «Золота Зірка» (21 листопада 2014, посмертно) — за громадянську мужність, патріотизм, героїчне відстоювання конституційних засад демократії, прав і свобод людини, самовіддане служіння Українському народу, виявлені під час Революції гідності[2]
- Медаль «За жертовність і любов до України» (УПЦ КП, червень 2015) (посмертно)[3]